# Марко Вишић (сликар)
Марко Вишић (Лесковац, 1976) српски је сликар. По завршетку Факултета ликовних уметности у Приштини 1999. године ступио је на ликовну сцену Србије са изграђеним стилом апстрактног сликарства и специфичним начином ликовног изражавања у којем је његов доминантни свет цртеж нежних боја који одише асоцијативним изразима, и аутентичним ликовним вредностима.

## Живот и каријера
Рођен је у Лесковцу у коме је провео детињство и похађао основну школу и гимназију (у којој је матурирао 1995. године). Од 1995. до 1999. године, студирао је сликарство на Факултету уметности у Приштини, у класама проф. Зорана Фуруновића. Дипломирао је 1999. године.
У 2005. години окончао је магистарске студије сликарства на Факултету уметности у Приштини, са седиштем у Звечану, под руководством ментора проф. Зорана Фуруновића.
Учесник је већег броја колективних и самосталних изложби у Србији и иностранству. Добитник је неколико награда. Живи и ствара у Лесковцу.

## Ликовно стваралаштво
Ликовно стваралаштво Марка Вишића, у коме посебну улогу заузима цртеж, као основа уметниковог ликовног израза, ослобођено стваралачке имагинација, резултује делима у којима сликар садржинске, експресивне и поетске елементе уклапа у сложена ликовна промишљања у којима не тако ретко мења и смисао и значење ликовног приказа.
Трагајући за новим облицима и свежијим начином сликарског деловања Вишић на својим цртежима вешто гради занимљиве целине. Бележећи властите замисли он тиме ствара посебан микроуметнички простор. А у том простору мења смер и дебљину линија, укида а потом поновно дефинише форме и ритмички се „игра” линијом, мрљама, цртицама, око којих нежно боји поједине партије, додајући им по неки флорални сегмент или словни знак. И тако током времена у први план избија потез који је промењивог карактера, ослобођен свих наметнутих стега у зависности од тренутног расположења.
Марко Вишић је посебан и по томе што својим делима не даје називе, већ то препушта посматрачу. О томе историчар уметности Радмила Костић каже: 
| „ | Ослобођена стваралачка имагинација, посматрана у целини, представља одраз културних, психолошких и филозофских пројекција његових унутрашњих доживљаја. Не желећи да својим радовима даје називе уметник свесно отвара нове путеве комуникације дајући потпуну слободу посматрачу у доживљају његовог дела успостављајући на тај начин нове, невидљиве релације. | ” |

## Самосталне изложбе
| Година | Место, назив изложбе, галерија                                                                                      |
| ------ | --- |
| 2004.  | - Лесковац Слике, Народни музеј                                                                                     |
| 2005.  | - Ниш, Цртежи, ГСЛУ Ниш, „Салон 77” - Звечан, Слике, Галерија Факултета уметности, Магистарска изложба              |
| 2006.  | - Лесковац Цртежи, Народни музеј                                                                                    |
| 2007.  | - Лесковац, Слике, Галерија Геронтолошког центра                                                                    |
| 2009.  | - Матарушка Бања, Цртежи, Галерија „Капица” - Краљево Цртежи, Галерија „Кварт” - Панчево, Слике, Градска библиотека |
| 2013.  | - Нови Пазар, Цртежи, Интернационални факултет у Новом Пазару                                                       |
| 2016.  | - Ниш, Цртежи, ГСЛУ Ниш, Павиљон у Тврђави                                                                          |

- Део цртежа са Вишићеве самосталне изложбе у Галерији СЛУ у Нишу (2016)

## Колективне изложбе
До прве половине 2016. године колективно је излагао 68 пута у Србији, Македонији, Црној Гори, Босни, Бугарској...

## Награде
- 1999. — Лесковац, Прва награда за сликарство, 37. Октобарски салон.
- 2001. — Лесковац, Прва награда за сликарство, 39. Октобарски салон.
- 2002. — Лесковац, Прва награда за сликарство, Леарт05
- 2005. — Лесковац, Прва награда за сликарство, Леарт05
- 2005. — Лесковац, Награда Јужноморавског региона за посебан допринос култури.
- 2009. — Лесковац, Награда за сликарство, Мајски салон